# 阿瑟·奈特
阿瑟·奈特（英語：Arthur Knight，1887年9月7日—1956年3月10日），英国男子足球运动员。他曾代表英国参加1912年和1920年夏季奥林匹克运动会足球比赛，其中1912年奥运会获得一枚金牌。